# Edmodo
Edmodo (stilisiert edmodo) ist ein soziales Lernnetzwerk für Lehrer, Schüler und Eltern und wurde 2008 in Kalifornien (USA) entwickelt.

## Gestaltung
Die Benutzeroberfläche von Edmodo ähnelt der von Facebook. Mit Edmodo können Lehrer sowohl Schulklassen als auch Hausaufgaben von Studenten betreuen. Schüler und Studenten können ihre Hausaufgaben senden und ihrer Klasse bzw. ihrem Seminar vorzeigen. Die Übertragung ist schnell und geht ohne Papier. Die Lehrer beseitigen Crossposting durch die Erstellung von Untergruppen in einem Kurs. Nachdem der Durchgang abgeschlossen ist, beendet der Lehrer den Kurs und erstellt eine neue Aufgabe für den nächsten Kurs.

## Gruppen
Gruppen sind für einen Schüler bzw. Studenten in Edmodo Klassen. Wenn ein Lehrer der Gruppe eine Mitteilung macht, wird sie im Benachrichtigungsfenster angezeigt.
Lehrer und beteiligte Schüler können sich auch Direktnachrichten zusenden. Zwei neuere Features bestehen aus Tests aus offenen oder Multiple-Choice-Fragen und Zeichen, die ein Lehrer einem Schüler zuweisen kann.

## Geschichte
Edmodo wurde von Nicolas Borg und Jeff O’Hara, die als Technologen an verschiedenen Schulen in der Region Chicago tätig sind, als sicheres Microblogging-Medium für Schüler und Lehrer erfunden. 2010 startete Edmodo „Betreff“- und „Herausgeber“-Gemeinschaften als eine digitale Medienbibliothek, ein Hilfe-Center und als übergeordnete Accounts für die Kommunikation mit Lehrern, Eltern und Schülern.
Am 23. September 2022 wurde Edmodo abgeschaltet und alle Nutzerkonten gelöscht.